# Університет Стоні-Брук
Університет штату Нью-Йорк у Стоуні-Брук (The State University of New York at Stony Brook), більш відомий як Університет Стоні-Брук (Stony Brook University; SBU) — національний університет з додатковим фінансуванням наукових досліджень державними морськими і космічними грантами на сході США, у державній власності штату Нью-Йорк на схід від міста Нью-Йорк у східній частині острову Лонг-Айленд.

## Історія
Університет був заснований в 1957 році, як філіал університету штату на Лонг-Айленді. Спочатку університет знаходився ближче до Нью-Йорка в містечку Ойстер-Бей і займався підготовкою викладачів середньої школи.
В 1960 році, по запиту губернатора Нельсона Рокфеллера була зроблена доповідь по розвитку вищої освіті в штаті Нью-Йорк, в якій рекомендувалось побудувати на Лонг-Айленді новий великий державний університет, «щоб він став найкращім в країні». У 1962 році в районі поселення Стоуні Брук, на землі, яка була передана державі місцевим благодійником Уордом Мелвіллом, був побудований новий кампус, а філіал офіційно перейменований в Державний університет штату Нью-Йорк у Стоні-Брук (скорочено університет Стоні-Брук). В доповіді було відзначено необхідність розвитку підготовки медичних кадрів для майбутніх потреб штату Нью-Йорк.
В 2001 стає членом Асоціації американських університетів.
Також університет спільно з Баттельським меморіальним інститутом керує Брукгейвенською національною лабораторією, приєднуючись до елітної групи університетів — таких як Каліфорнійський університет, Чиказький університет, Корнелльський університет, Массачусетський технологічний інститут і Принстонський університет, які працюють у федеральних лабораторіях.
Недалеко від центрального кампусу знаходиться, заснований університетом в 2005 році Парк наукових досліджень і технологічного розвитку. В 2008 році був відкритий Центр підвищення кваліфікації в області бездротових і інформаційних технологій.
У 2007 році університет Стоні-Брук отримав грант від Міністерства оборони для розробки способів запобігання терористичним хакерським атакам на комп'ютери.
Великий внесок у фінансування розвитку університету роблять меценати. У 2008 році університет відкрив центр теоретичної фізики і математики (Simons Center for Geometry and Physics). Фінансовий внесок в 60 млн доларів для побудови цього центру зробив математик-філантроп професор Джеймс Саймонс. В 2012 році на пожертви родини Лауферів був відкритий Центр фізичної та обчислювальної біології.
Університет Стоні-Брук є одним з 10 університетів відзначених Національним науковим фондом США, отримавши в 2008 році нагороду за досягнення в інтеграції навчання і наукових досліджень.
Університет має регіональний економічний вплив (східний Лонг Айленд) на суму більш ніж 4,6 млрд доларів на рік. Дослідницькі витрати перевищують 200 млн доларів щороку.

## Місії університету Стоні-Брук

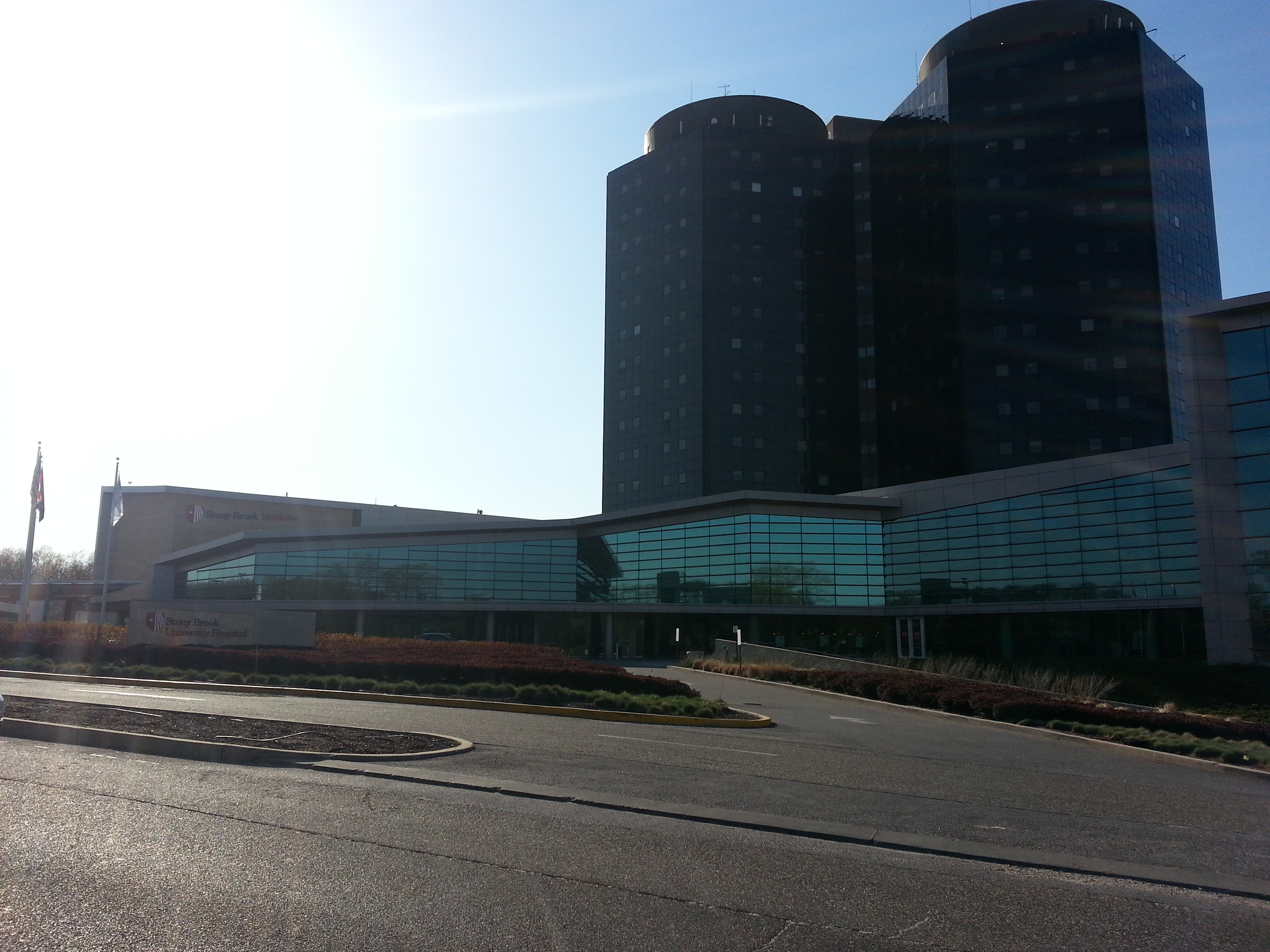
Медичний центр університету Стоні-Брук (Stony Brook University Hospital)

1. забезпечити всебічну бакалаврську, магістерську та аспірантську освіту найвищої якості;
2. здійснювати дослідження та інтелектуальні зусилля по найвищих міжнародних стандартах, які просувають знання та мають безпосереднє або довгострокове практичне значення;
3. забезпечити лідерство для економічного зростання, технологій та культури для сусідніх громад та більш широкого географічного регіону;
4. забезпечити найсучасніші інноваційні системи охорони здоров'я, слугуючи ресурсом для регіональної мережі охорони здоров'я;

Університет Стоуні-Брук готує спеціалістів в різних галузях фундаментальних і прикладних наук, інженерії, бізнесу, журналістики, мистецтва, охорони здоров'я та медицини.

Університет Стоуні-Брук пропонує більше 200 бакалаврських програм, більше 100 магістерських програм та більше 40 докторських програм. 

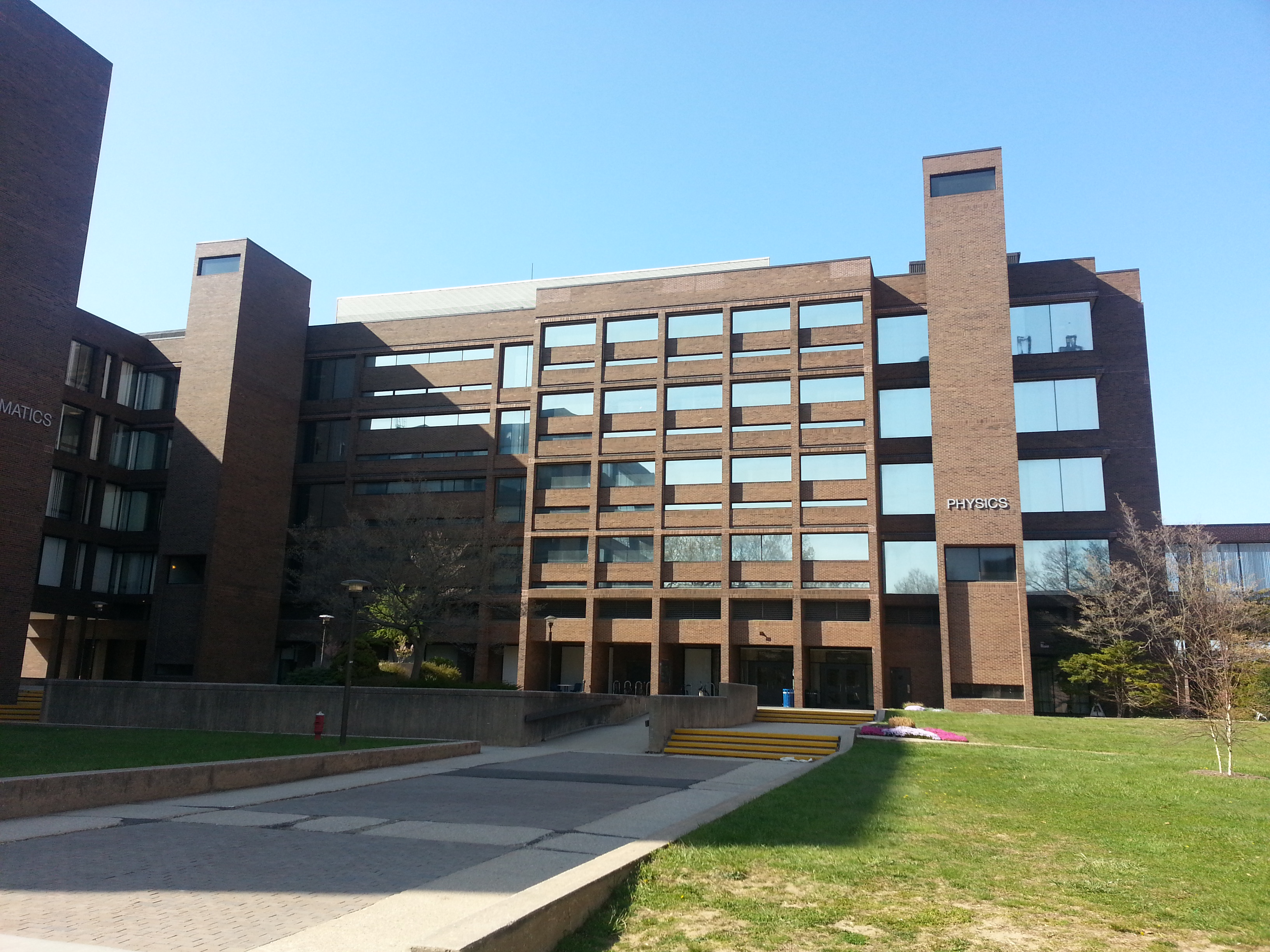
Фізичний корпус університету Стоні-Брук

### До складу університету станом на2017рік входять наступні коледжі
1. Коледж мистецтв і наук
2. Бізнес-коледж
3. Коледж інженерії і прикладних наук
4. Стоматологічний коледж
5. Коледж технології і менеджменту медицини
6. Коледж журналістики
7. Коледж гідрометеорології
8. Медичний коледж
9. Коледж медичних сестер
10. Коледж професійного розвитку
11. Коледж соціального добробуту

Станом на 2019 р. в університеті навчається 26,814 студентів.

### Навчальні корпуси
Головний кампус університету розташований в околицях Стоні-Брук поблизу географічної середини Лонг-Айленда, приблизно на однаковій відстані від Манхеттена і крайньої точки острова — Монток, і складається з трьох частин — західної, східної і південної.
Західний кампус є центром академічного життя університету. В ньому знаходиться більшість учбових і адміністративних корпусів, спортивних комплексів і студентських гуртожитків.
У Східному кампусі знаходиться відомий на весь Лонг-Айленд Медичний центр університету Стоні-Брук, медичний коледж, коледж підготовки медичних сестер, дитяча лікарня, онкологічний центр і численні медичні лабораторії. У цій частині кампуса знаходиться Будинок ветеранів Лонг-Айленду.
У Південному кампусі розміщений стоматологічний коледж, коледж досліджень морів і атмосфери, Центр вивчення аутизму і відхилень розвитку.

## Випускники
- Сьюзан Весслер — американська молекулярна ботанікиня і генетикиня рослин.